# سیارک ۱۸۰۲۶
سیارک ۱۸۰۲۶ (به انگلیسی: 18026 Juliabaldwin، نامگذاری:1999KG13) هجده هزار و بیست و ششمین سیارک کشف شده‌است که در ۱۸ مه ۱۹۹۹ کشف شد.
قدر مطلق سیارک برابر ۱۵٫۴ است.